# Eltang Sogn
Eltang Sogn ist eine Kirchspielsgemeinde (dän.: Sogn) im südlichen Dänemark. Bis 1970 gehörte sie zur Harde Brusk Herred im damaligen Vejle Amt, danach zur Kolding Kommune im erweiterten Vejle Amt, die im Zuge der  Kommunalreform zum 1. Januar 2007 in der „neuen“  Kolding Kommune in der Region Syddanmark aufgegangen ist.
Im Kirchspiel leben 516 Einwohner (Stand:1. Januar 2023). Im Kirchspiel liegt die Kirche „Eltang Kirke“.
Nachbargemeinden sind im Süden Nørre Bjert Sogn, im Südwesten Bramdrup Sogn, im Norden Almind Sogn, im Nordosten Sønder Vilstrup Sogn und im Osten in der benachbarten Fredericia Kommune Taulov Sogn.